# イオンモール佐賀大和
イオンモール佐賀大和（イオンモールさがやまと）は、佐賀県佐賀市大和町に所在するイオン九州が運営するショッピングセンターである。ジャスコ時代の愛称は「やまジャス」、「やまジャ」。建物の建設・施行は浅沼組が担当した。

## 概要
核テナントである「イオン」を含め、イオンエンターテイメント経営の映画館・イオンシネマ、後にイオンと合併したホームセンターホームワイド、ベスト電器、ダイソー佐賀大和店などがタウン内で営業している。
飲食店は1階にレストラン街、2階にはマクドナルドなど軽食中心のフードコートがある。
北側には佐賀県で唯一のタワーレコード佐賀店が開業当初から営業している。
FM佐賀やNBCラジオ佐賀が平日夕方や週末昼に「サテライトスタジオ」を使ってジャスコ内から中継を行っていた。現在はサテライトスタジオ閉場に伴い、行われていない。
モラージュ佐賀やゆめタウン佐賀がオープンする以前より佐賀市内や周辺市町村などから客足を獲得していた。現在は3店舗の激しい競争が続いている。
なお、このイオンモールはイオン九州が運営している。公式ウェブサイトのデザインは他のイオンモールと変わりないが、フロアマップ等一部が独自仕様となっている。

## 沿革
- 2000年9月9日 - 佐賀郡大和町（現在は佐賀市）の頃に「イオンショッピングタウン大和」（核店舗はジャスコ佐賀大和店）開業。当時の小学生が描いた絵が階段にて「タイムスリップ広場」として残っている。
- 2001年4月14日 - 久御山、ワンダーに次ぐ国内3号店としてジャスコ南側に「イオンシネマ佐賀大和」がオープン。
- 2006年10月27日 - 増床工事が完了後初めての営業。フードコードに隣接していたゲームコーナーが南側に移転。
- 2011年3月1日 - 核店舗名を「ジャスコ佐賀大和店」から「イオン佐賀大和店」に、SC名を「イオンショッピングタウン大和」から「イオン佐賀大和ショッピングセンター」に名称変更した。
- 2011年11月21日 - SC名称を「イオン佐賀大和ショッピングセンター」から「イオンモール佐賀大和」に名称変更した[5]。
- 2021年3月19日 - 大規模リニューアルを実施し、ニトリなどが参入。おうちでイオンネットスーパー（注文商品を駐車場やロッカーで受け取れる）のサービスを開始した[6]。

## 主なテナント
ここでは核テナントとサブ核テナントのみ紹介する。
- イオン佐賀大和店
- ベスト電器佐賀大和店
- ホームワイド佐賀大和店
- 楽市楽座
- イオンシネマ佐賀大和
- ダイソー佐賀大和店（ベスト電器建物二階）

## 交通アクセス

### 電車
- 最寄駅は佐賀駅だが、位置的に遠すぎるため、下記のバス、またはマイカーやタクシーなどでの移動が必要である。

### バス
※詳細は公式サイト「交通アクセス (バスでのアクセス)」を参照
- 佐賀駅バスセンターより昭和バス73番古湯温泉行き、74番尼寺・中極経由小城行き、75番尼寺経由佐賀営業所行き乗車、「イオンモール佐賀大和」下車（以前は、小城・多久方面のシャトルバスも運行されていたが廃止された）。
- 佐賀市営バス4・6・30番乗車、「グリコ佐賀工場前」（モール東側の国道263号上）下車、徒歩5分程度。

### 自動車
- 長崎自動車道 佐賀大和IC（約1.5km南）
- 国道263号
- 佐賀県道48号佐賀外環状線

## 周辺施設
- グリコ乳業佐賀工場
- 多布施川河畔公園
- 北方井手ちゃんぽん大和店
- 佐賀市大和支所
- マックスバリュ尼寺店
- 佐賀市立春日小学校